# Shmaky

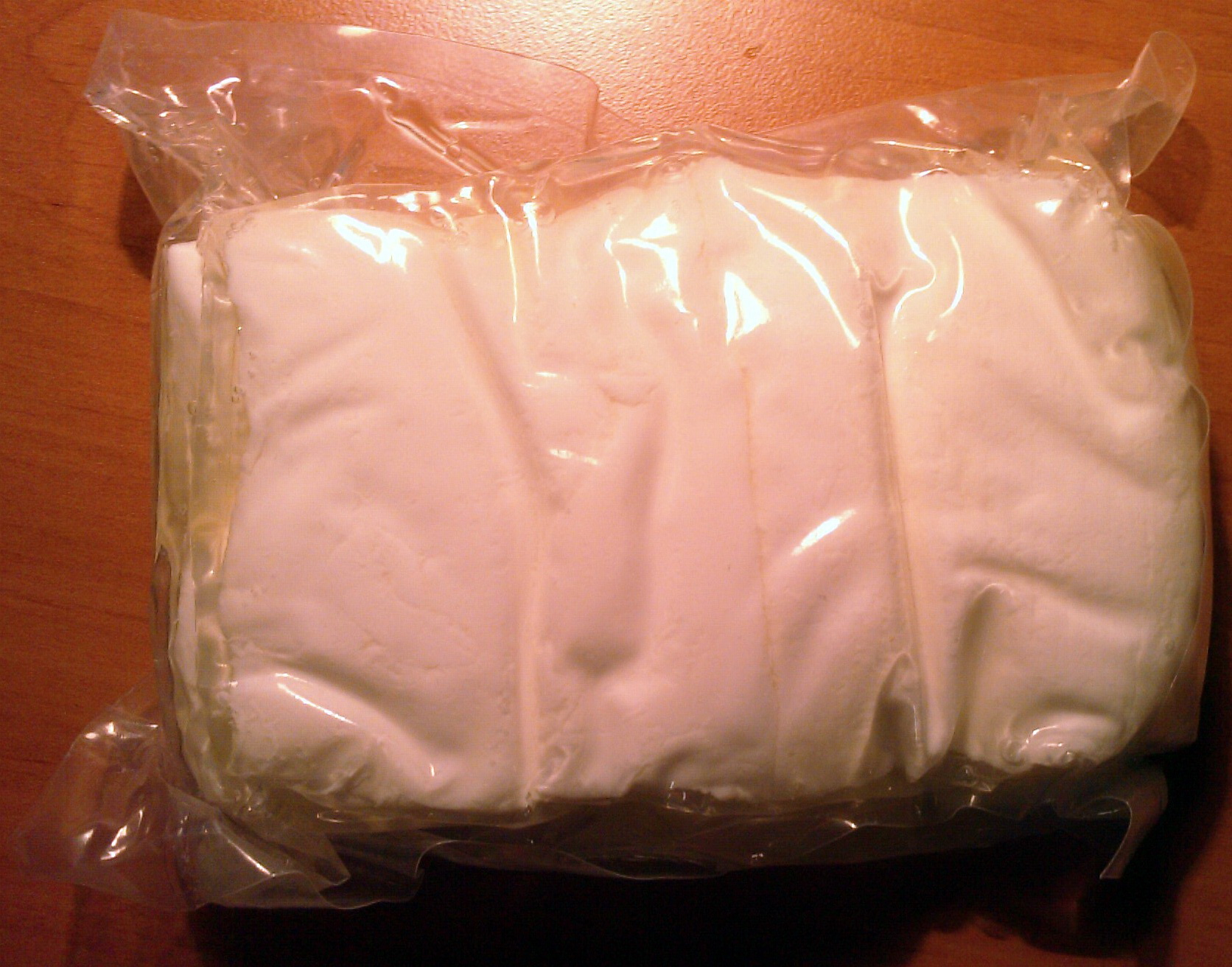
Un Shmaky

Smacker (denominado también Šmakoun) se trata de un alimento de la cocina checa. Se suele elaborar con la clara de huevo que presenta una gran riqueza de proteínas. Se trata de un sucedáneo de carne. 
Se utiliza como sustituto de otros alimentos en la preparación de comidas hipocalóricas. Casi no contiene grasas, azúcar, colesterol ni gluten. Su valor calórico es de unos 210 kJ por 100 g, en su forma pura es prácticamente insípido y acepta fácilmente los gustos de otros platos. La rodaja de proteína está disponible en el mercado con el nombre comercial Šmakoun. Este nuevo tipo de comida se desarrolló en la República Checa. El procesamiento de proteínas en esta forma está habilitado por tecnología patentada. El smakoun se elabora en varios sabores salados pero también dulces. 